# Ouvrage de la Lauffée

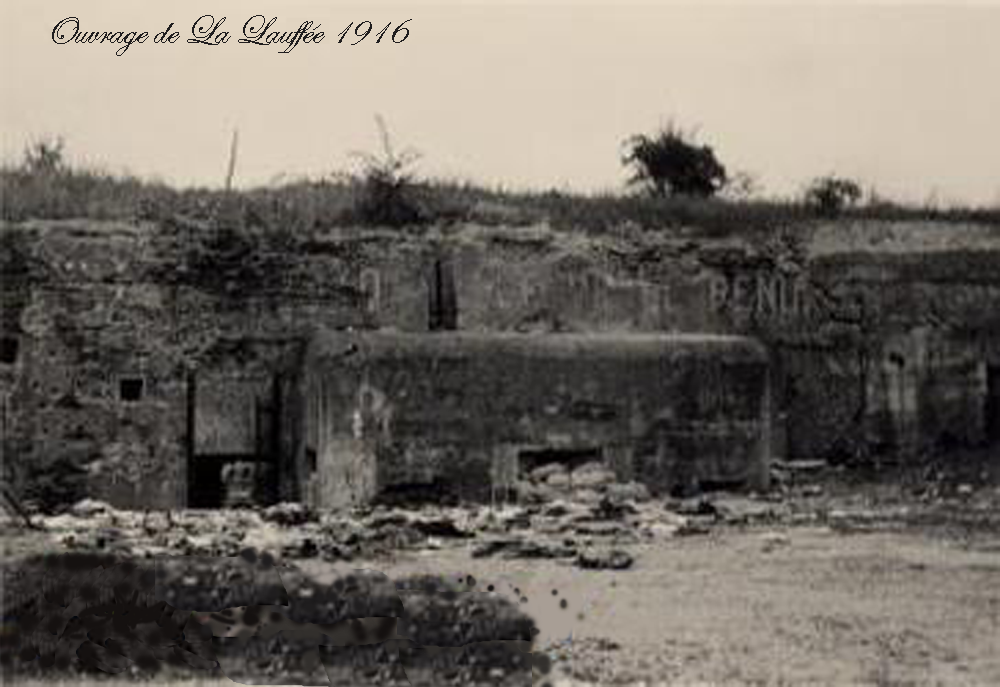
Rückseite des Ouvrage de La Lauffée 1916

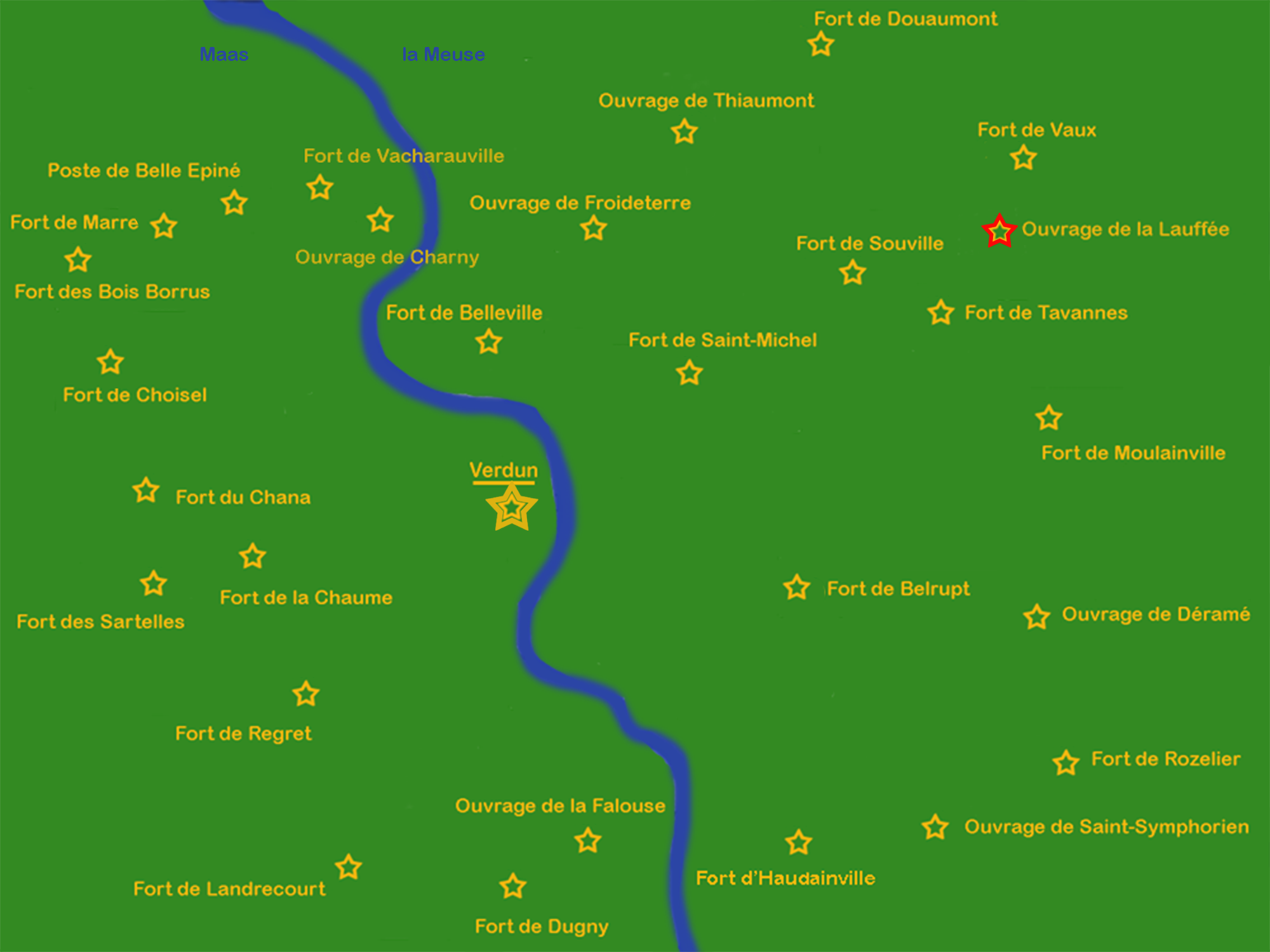
Lageplan

Die Ouvrage de la Lauffée (oder “Ouvrage D de la Lauffée”) war Teil der Gürtelfestung Fester Platz Verdun. Es handelte sich dabei um ein kleines Zwischenwerk (Ouvrage) der Ersten Kategorie und war eines der älteren Festungswerke. Es liegt auf einer Höhe von 334 Metern in der Mitte und westlich zwischen den Ortschaften Eix und Damloup. Hauptaufgabe war die Deckung des Zwischenraums zwischen dem Fort de Vaux und dem Fort de Tavannes, sowie der Eisenbahnstrecke von Metz.

## Das Bauwerk
Es handelte sich um ein „Ouvrage de 1re categorie“ in der „6e region militaire“. Die komplette Anlage bestand zunächst aus einer Erdumwallung, in dessen Zentrum sich nur drei gemauerte Schutzräume (sogenannte Abris) befanden.

### Baudaten und Kosten
- Bauzeit: 1887 bis 1888
- Baukosten: 78.558 Francs
- Etatmäßige Ausstattung 1882:

80 bis 115 Mann

### Geplante Modernisierungen
1900
vorgesehene Kosten beliefen sich auf 386.000 Francs
Umbau der Brustwehr
Bau einer betonierten Kaserne mit 50 Schlafplätzen
Anbringung von Stacheldrahtverhauen mit Schweineschwanzpfählen
1908Einbau eines Tourelle de 75 mm R modèle 1905
1913Verbesserung des Grabens und Einbau einer manuellen Belüftung

### Durchgeführte Modernisierungen
1903/1904
Bau einer betonierten Kaserne und Einbau des „Tourelle de 75 mm R modèle 1905“ (feuerbereit 1904)
Bau eines Metallgitterzauns auf dem Wall
Einbau eines Observatoire cuirassé
1910 bis 1914
Bau der Belüftung
1914
der Bau eines Maschinengewehr-Panzerturms Tourelle de mitrailleuses modèle 1899 und von zwei Grabenkoffern mit Verbindung zur betonierten Kaserne konnten wegen des Kriegsbeginns nicht mehr durchgeführt werden.

## Bewaffnung

### 1905
| Auf den Wällen          | Unter Panzerschutz                                                         | Grabenwehren                                                        | Externe Batterie |
| ----------------------- | -------------------------------------------------------------------------- | ------------------------------------------------------------------- | ---------------- |
| 4 × Mortier lisse de 15 | 1 × Geschützpanzerturm 75 mm 1 × Observatoire cuirassé 2× Guérites blindée | nur von der Brustwehr des Walles mit Gewehren und Maschinengewehren | keine            |
| Gesamt: 6               |                                                                            |                                                                     |                  |

### 1910
| Auf den Wällen          | Unter Panzerschutz                                                         | Grabenwehren                                                        | Externe Batterie |
| ----------------------- | -------------------------------------------------------------------------- | ------------------------------------------------------------------- | ---------------- |
| 4 × Mortier lisse de 15 | 1 × Geschützpanzerturm 75 mm 1 × Observatoire cuirassé 2× Guérites blindée | nur von der Brustwehr des Walles mit Gewehren und Maschinengewehren | keine            |
| Gesamt: 6               |                                                                            |                                                                     |                  |

## Garnison

### Etatmäßige Besatzung 1914
- Infanterie: 2 Offiziere, 152 Unteroffiziere und Mannschaften
- Artillerie: 1 Offizier, 37 Unteroffiziere und  Mannschaften
- Pioniere: 1 Offizier, 11 Unteroffiziere und Mannschaften (dazu zwei Mann zur Bedienung der elektrischen Anlage)
- Telegrafisten: 0
- Militärarbeiter: 0
- Hilfskräfte: 58 Mann
- Sanität: 0
- Batteriewächter: 0

- Gesamt: 3 Offiziere, 258 Unteroffiziere und Mannschaften

### Verstärkung bei der Mobilmachung 1914 gemäß Artikel 40 des Gesetzes vom 21. März 1905
- Infanterie: 1 Offizier,  75 Mann des 164e régiment d’infanterie
- Artillerie: 38 Unteroffiziere und Mannschaften des 5e régiment d’artillerie à pied (5. Fußartillerieregiment)

- Gesamt: 1 Offizier, 113 Unteroffiziere und Mannschaften

## Ausstattung 1914

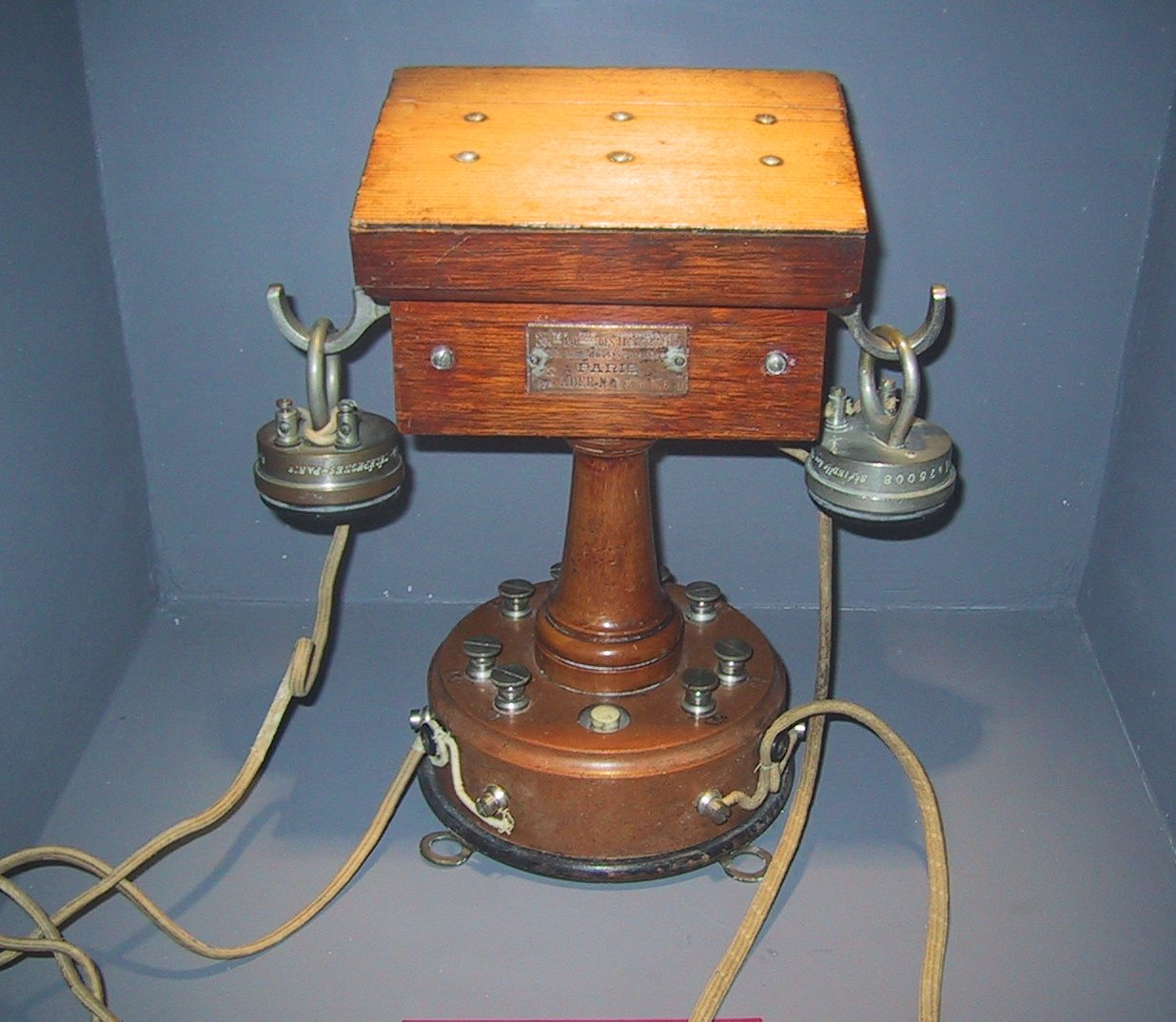
Ader-Telefon

- Unterkunft mit 78 Schlafplätzen und 28 Sitzplätzen in der Kaserne
- kein Pulvermagazin
- 3 Munitionsmagazine
- Küche mit einem Kochherd der Marke „François Vaillant“
- keine Bäckerei
- zwei Zisternen mit einem Fassungsvermögen von 127 m³
- keine Zugbrücke
- ein Lichtsignalapparat mit einem Scheinwerfer 14 cm oder 24 cm Durchmesser wurde in Reserve gehalten.
- zur Zitadelle in Verdun, zum Fort de Souville und zum Fort de Tavannes führte eine Telephonverbindung vom System Ader und ein Morseapparat „Modèle 1907“
- die Beleuchtung war durch Petroleumlampen im Fort sowie Kerzenlampen im Geschützpanzerturm sichergestellt.

## Erster Weltkrieg

### Bewaffnung
- Unter Panzerschutz

Tourelle de 75 mm R modèle 1905 mit zwei Rohren und je 2000 Granaten
- Auf den Wällen (1914)

2 Mörser „Mortar lisse de 15“ in Reserve (mit je 2000 Granaten)
2 Maschinengewehrzüge mit je zwei Maschinengewehren St. Étienne M1907 auf Feldlafette und 43.200 Patronen
- Grabenverteidigung

2 Maschinengewehrzüge auf den Wällen mit zwei Maschinengewehren St. Étienne M1907 auf Dreibeinlafette und 43.200 Patronen

### Externe Anlagen
- Batterie d’artillerie 6–1 de Damloup: (in Mauerwerk) mit 4 Geschützen Canon de 90 mm modèle 1877 auf Feldgeschützlafette
- Batterie d’artillerie 6–3 de Bois de la Lauffée: (in Beton) mit 4 Geschützen Canon de 120 mm L modèle 1878 auf Feldgeschützlafette

### Sonstiges
Nachdem die Garnison 1914 noch 213 Mann betragen hatte, bestand sie 1916 noch aus 208 Mann und 1917 noch aus 160 Mann.
Anfang März 1916 bestand die Garnison aus einem Bataillon Infanterie, einer Maschinengewehrkompanie, sowie Détachements an Artillerie und Pionieren.

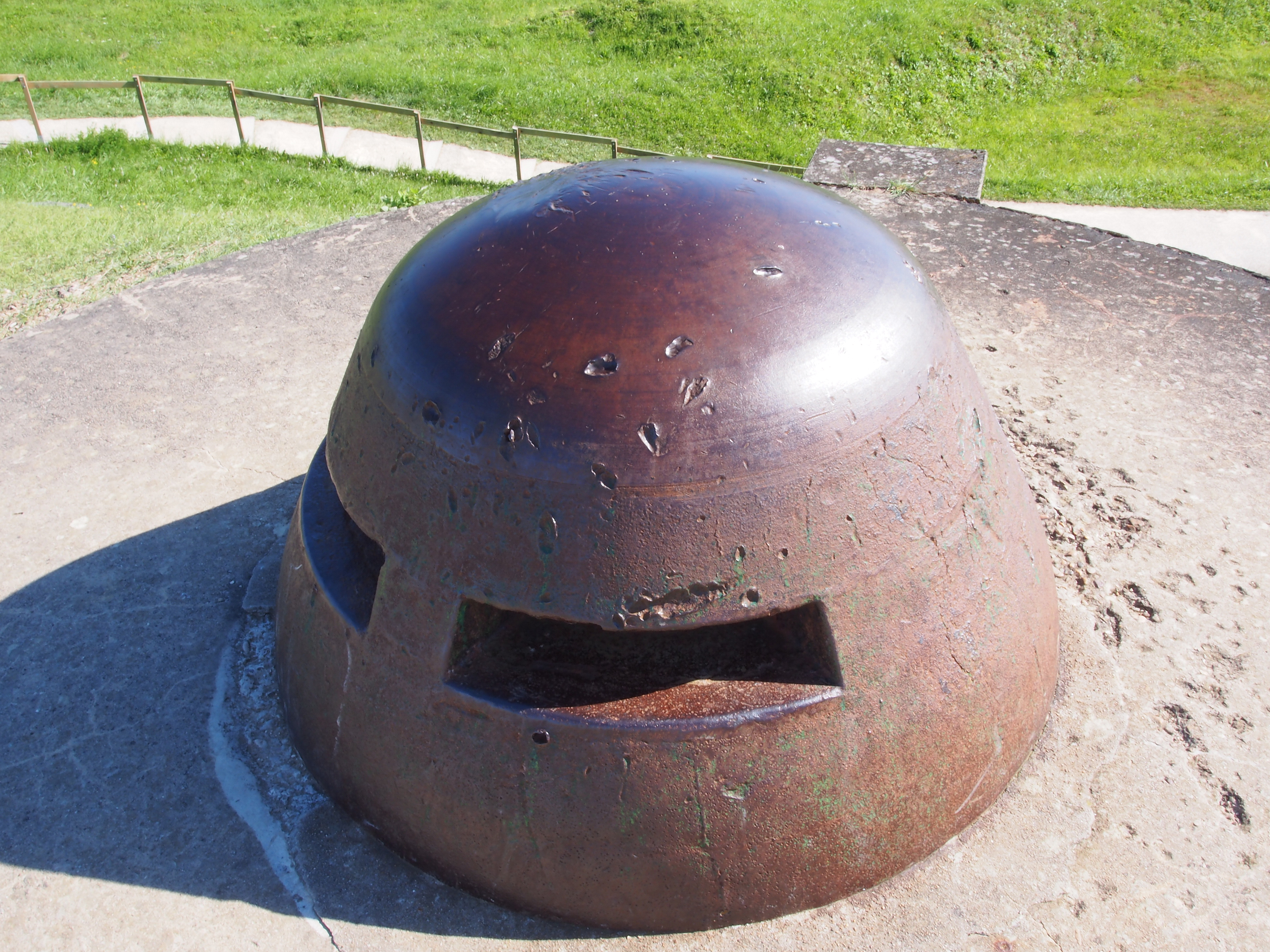
Baugleiche Beobachtungspanzerkuppel Observatoire cuirassé auf dem Fort de Douaumont

Kommandant waren zunächst der Capitaine Chabert vom 52eRI dann ab 31. März 1916 der Capitaine De Wiltz vom 10eRH. Ab dem 16. Mai 1916 folgte der Capitaine Burthe d’Annelat vom
22eRD und ab dem 13. August der Capitaine Rey. Trotz seiner nur geringen Größe wurde das Vorwerk von zwei Bataillonsstäben, einer Krankenstation sowie weiteren Truppenteilen belegt – gesamt etwa 100 Mann, so dass Teile der Ausrüstung und der Vorräte im Freien gelagert werden mussten. Erst auf ausdrücklichen Befehl des Oberkommandierenden zogen diese Truppenteile schließlich ab, lediglich die Sanitäter und die Verwundeten konnten bleiben. Bach dem Verlust von Fort de Vaux am 7. Juni wurde das Vorwerk noch mehr in den Focus gerückt.

## Kampfhandlungen
In den ersten Tagen des deutschen Angriffs wurde La Lauffée durch Artillerie aller Kaliber massiv beschossen. Am 18. März 1916 gegen 15:00 Uhr erfolgte eine Beschießung mit Granaten des Kalibers 420 mm aus dem Jumelles d’Ornes. Am 23. April wurden durch die Artillerie der Stacheldrahtverhau und die Grabenböschung zerstört. Eine Guérite blindée wurde aus der Bettung gerissen und durch die Luft geschleudert. Der Beschuss setzte sich im Mai fort, besonders am 24. bis 27. Mai wurden 260 Einschläge großer Kaliber und am 28. bis 30. Mai 315 weitere Einschläge großer Kaliber gezählt.
Die Ereignisse zu Beginn des Juni 1916 in der Nähe des Fort de Vaux gingen am Ouvrage de La Lauffée nicht spurlos vorüber. Das nur 1300 Meter vom Fort de Vaux liegende Ouvrage feuerte am 5. Juni 100 Granaten vom Kaliber 75 mm aus dem Geschützpanzerturm auf den deutschen Angriff aus der Richtung Damloup kommend, ab. Am 6. Juni folgten 32 Granaten auf den Osthang von Fort de Vaux und spätere weitere 26 Granaten.
Die deutsche Antwort ließ nicht lange auf sich warten, an 7., 8. und 9. Juni erfolgte Beschuss in den Kalibern 420 mm, 305 mm und 210 mm. Daraufhin wurde der Geschützpanzerturm nicht mehr eingesetzt, um das deutsche Feuer nicht auf ihn zu ziehen und ihn so im Notfall einsatzbereit zu haben. Zu diesem Zeitpunkt lagen die vordersten deutschen Spitzen nur noch 700 Meter von La Lauffée entfernt. Am 13. Juni begann ein erneuter deutscher Beschuss, in dem am 22. bis 23. Juni fast 700 Granaten täglich auf La Lauffée abgefeuert wurden. Trotz der ständigen Reparaturarbeiten in den Feuerpausen wurden die Schäden immer größer. Der Geschützpanzerturm ließ sich nicht mehr gänzlich drehen nur der Bereich von der Ostecke des Bois de Fumin bis Moulainville konnte noch abgedeckt werden.
Nach ihrem gescheiterten Versuch nahmen die Deutschen ihre Angriffe am 23. Juni wieder auf. Am 10. Juli erfolgten starke Angriffe mit Gasgranaten. Am 11. und 12. Juli verstärkte sich der Beschuss, am 12. Juli zwischen 12:00 Uhr und 16:30 Uhr war er besonders stark. Bereits um 5:00 Uhr waren das 99. Infanterieregiment, das 126. Infanterieregiment, und das 145. Infanterieregiment bis zu Batterie de Damloup und dem Abri de combat VLL vorgedrungen. Der Abstand zur Ouvrage de La Lauffée betrug jetzt nur noch 550 Meter.
Der Geschützpanzerturm und die gepanzerte Beobachtungskuppel wurden jetzt massiv gezielt beschossen. Besonders heftig war der Beschuss am 9., 14., 17. und 28. August. Am 9. August fiel eine Granate direkt auf den Vorpanzer, am 14. August mehrere Granaten der Kaliber 150 mm und 210 mm in die direkte Umgebung. Am 17. August fiel eine 150-mm-Granate direkt auf die Geschützpanzerkuppel und verursachte eine Delle von 10 cm Durchmesser und 3 cm Tiefe. Am 28. August durchschlug eine 305-mm-Granate die gleiche Kuppel und verursachte eine Loch von 30 cm Durchmesser, allerdings ohne zu explodieren – ein Offizier wurde getötet. Heftige Artilleriebeschießungen fanden am 2., 2., 4., 5., 11. und 13. September statt. Während der französischen Gegenoffensive am 24. Oktober feuerte der 75-mm-Panzerturm auf die Ost- und Südhänge am Fort de Vaux, sowie auf die Flügel von La Beuche und Salle zwischen Damloup und der Batterie de Damloup. Um 13:10 Uhr konnten die französischen Truppen die Batterie de Damloup zurückerobern. Die deutsche Artillerie schoss mit Granaten vom Kaliber 210 mm zurück. Nach der Rückeroberung von Fort de Vaux lag das Ouvrage de La Lauffée zwischen 1500 und 2000 Metern hinter der vordersten Frontlinie und war nicht mehr direkt bedroht
Mit der französischen Offensive am 15. Dezember wurde mit der Artillerie des Geschützturmes eine Stunde auf die Gräben bei Grand Hoye, 1/2 Stunde auf die Schützengräben bei Hardaumont und zwei Stunden auf die Gräben Soumalia – Djibouti östlich von Vaux geschossen. Es wurden insgesamt 675 Granaten verfeuert. Obwohl die deutsche Artillerie nur noch vereinzelt zurückfeuerte, wurde eine Guerité blindée durch einen Volltreffer aus der Bettung gerissen.
Am 19. Dezember 1916 begann erneuter Beschuss auf die deutschen Gräben bei Hardaumont:
19. Dezember: 56 Granaten, davon 2 Schrapnelle
20. und 21. Dezember:  56 Granaten, davon 10 Schrapnelle
22. Dezember:  40 Granaten, davon 30 Schrapnelle
23. Dezember:  30 Schrapnelle
24. Dezember:  32 Granaten, davon 16 Schrapnelle
25. Dezember:  91 Granaten, davon 67 Schrapnelle
Dann wurde das Geschützfeuer eingestellt, um nicht die schwere deutsche Artillerie auf das Ouvrage zu lenken (allerdings ohne Ergebnis).
Das Werk wurde von den Deutschen am 8. bis 11. November, am 17. und 18. November, am 21. November und am 24. November und vom 26. bis 29. November stark mit Gas und mit normaler Artillerie beschossen. Am 27. Dezember 1916 zwischen 13:00 Uhr und 13:30 Uhr feuerten die Deutschen ebenfalls Gasgranaten auf das Ouvrage. Nochmals am 5. und am 17. Februar erfolgten Artillerie-Gasangriffe. Ab dem Monat März 1917 ließen die Artillerieangriffe stark nach.

## Verbesserungsarbeiten
Wie in allen Forts des Bereichs Verdun wurde auch La Lauffée mit einem unterirdischen Tunnelsystem – genannt „Galeries de 17“ – ausgestattet. Da man den oberirdischen Anlagen nicht mehr traute und diese auch zu klein waren, wurden die unterirdischen Tunnel angelegt. Sie befanden sich bis zu acht Meter unter der Erdoberfläche, besaßen zwei Ausgänge und Gasschleusen. Am 20. Oktober 1916 wurde ein Generator zur Stromerzeugung installiert und am 4. November war die elektrische Beleuchtung einsatzbereit. Die Gänge waren abschnittsweise mit Hindernissen versehen. Die Gesamtlänge betrug 550 Meter.
Das Ovrage wurde mit drei Drahtverhauen umgeben, die zwischen 10 und sechs Meter breit waren.

## Nachkriegszeit
In der 1922 erfolgten Bestandsaufnahme ergab sich folgender Zustand:
- Geschützpanzerturm Tourelle de 75 mm R modèle 1905

Kuppel einsatzbereit, Armierung des Betons stellenweise frei geschossen viele Risse im Beton, der Zugang im Inneren war in Ordnung
- Observatorium Guérite blindée

Der Beobachtungsturm war repariert worden und in Ordnung
Ende der 1920er Jahre wurden weitere Reparaturarbeiten durchgeführt. 1931 bis 1933 wurden die Holzabstützungen der unterirdischen Galerien durch solche aus Beton ersetzt.
Im Jahre 1943 wurden beide Kuppeln durch die deutsche Organisation Todt ausgebaut und der Verschrottung zugeführt.
Obwohl sich das Ouvrage in einem relativ guten Zustand befindet, ist der Zutritt verboten.